# デス・リベンジ2
『デス・リベンジ2』（原題：In the Name of the King 2: Two Worlds）は、ウーヴェ・ボル監督、ドルフ・ラングレン主演による2011年12月27日よりアメリカ合衆国が発売されたファンタジーアクション映画作品。前作は2007年に公開された映画『デス・リベンジ』（原題：In the Name of the King: A Dungeon Siege Tale）で、特に前作とストーリーに関連性は見られない。
日本では劇場未公開。2012年5月2日にファインフィルムズよりDVD（DVD品番（セル）：FFEDS-00570／レンタル：FFEDR-00570）発売されている。

## キャスト
役名、俳優、ソフト版日本語吹き替え。
- グレンジャー - ドルフ・ラングレン（西垣俊作）
- マンハッタン - ナターシャ・マルテ （鳥部万里子）
- 王/レイヴン - ロックリン・マンロー
- アラード - アレクス・ポーノヴィッチ